# روبرت هارفي
روبرت هارفي (14 سبتمبر 1911 في جنوب أفريقيا - 20 يوليو 2000) (بالإنجليزية: Robert Harvey)‏ هو لاعب كريكت جنوب أفريقي. شارك مع منتخب جنوب أفريقيا الوطني للكريكت.

## وصلات خارجية
- روبرت هارفي على موقع إي آس بي آن كريك إنفو (الإنجليزية)